# 1995 no teatro

## Nascimentos
| Data            | Nome               | Profissão                              | Nacionalidade | Observações | Ref |
| --------------- | ------------------ | -------------------------------------- | ------------- | ----------- | --- |
| 12 de Fevereiro | Daniela Aedo       | Atriz, Cantora, Compositora, Musicista | México        |             |     |
| 23 de Junho     | Danna Paola        | Atriz, Cantora, Compositora e Modelo   | México        |             |     |
| 30 de junho     | Marina Ruy Barbosa | atriz                                  | Brasil        |             |     |
| 4 de agosto     | Bruna Marquezine   | atriz                                  | Brasil        |             |     |

## Mortes
| Data           | Nome              | Profissão                                  | Nacionalidade    | Observações | Ref |
| -------------- | ----------------- | ------------------------------------------ | ---------------- | ----------- | --- |
| 16 de Maio     | Lola Flores       | atriz, bailarina e cantora                 | Espanha          | n. 1923     |     |
| 17 de julho    | Ivani Ribeiro     | autora de novelas, radialista e dramaturga | Brasil           | n. 1916     |     |
| 18 de setembro | Henriqueta Brieba | atriz                                      | Espanha / Brasil | n. 1901     |     |
| 15 de Dezembro | Varela Silva      | ator                                       | Portugal         | n. 1929     |     |
| 30 de Dezembro | Heiner Müller     | poeta e dramaturgo                         | Alemanha         | n. 1929     |     |